# 의흥중학교
의흥중학교(義興中學校)는 대한민국 대구광역시 군위군 의흥면 읍내리에 있는 공립 중학교이다.

## 학교 연혁
- 1951년 11월 29일 : 의흥중학교 설립인가
- 1951년 12월 31일 : 초대 박훈 교장 취임
- 1972년 1월 24일 : 의흥상업고등학교 설립 인가(6학급)
- 1985년 3월 1일 : 의흥종합고등학교로 학칙 변경
- 1998년 3월 1일 : 의흥경영정보고등학교로 학칙 변경
- 2004년 3월 1일 : 군위정보고등학교로 학칙 변경
- 2008년 3월 1일 : 의흥중학교에 고로중학교 통.폐합
- 2019년 3월 1일 : 제28대 이성희 교장 취임
- 2021년 2월 5일 : 제70회 졸업식(졸업생 5명, 졸업생 총수 6,703명)
- 2021년 3월 2일 : 2021학년도 입학식(신입생 13명)

## 참고 자료
- 의흥중학교 - 한국교육학술정보원 학교알리미